# 오세종
오세종(吳世種, 1982년 10월 9일~2016년 6월 27일)은 대한민국의 쇼트트랙 선수이다. 이탈리아 토리노에서 열렸던 2006년 동계 올림픽에서 쇼트트랙 5000m 계주 금메달을 기록하기도 하였다. 2016년 6월 27일 오후 7시 12분 경, 서울 마장동에서 오토바이를 타고 자신이 운영하던 가게로 이동 중 불법 유턴 차량에 의한 교통사고로 숨졌다.